# Mesoceros
Mesoceros é um género de plantas não vasculares da família Anthocerotaceae agrupa 2 espécies validamente descritas.

## Taxonomia
O género foi descrito por Sinikka Piippo e publicado em Acta Botanica Fennica 148: 30. 1993. A espécie tipo é Mesoceros mesophoros Piippo.	
As espécies consideradas validamente descritas são as seguintes:	
- Mesoceros mesophoros Piippo, 1993
- Mesoceros porcatus Piippo, 1993